# Kiss & Tell (album của Selena Gomez & the Scene)
Kiss & Tell là album đầu tay của ban nhạc Mỹ Selena Gomez & the Scene. Album được phát hành vào ngày 29 tháng 9 năm 2009, sản xuất bởi hãng đĩa Hollywood Records. Selena Gomez đã làm việc với nhiều tác giả, nhà sản xuất trong album bao gồm Gina Schock của ban nhạc The Go-Go's. Album này đứng vị thứ #9 trên bảng xếp hạng Billboard 200 bán 66.000 bản trong tuần đầu tiên. Nó đứng vị thứ #22 trên Canadian Albums Chart. Album này có hai đĩa đơn, đĩa đơn "Falling Down" nằm trong bảng xếp hạng Billboard Hot 100 và đĩa đơn thứ hai "Naturally". Trong tháng 3 năm 2010, album được chứng nhận đĩa Vàng của RIAA và đã bán được hơn 600.000 bản tại Mỹ.

## Danh sách bài hát
| STT | Nhan đề                          | Sáng tác                                             | Nhà sản xuất     | Thời lượng |
| --- | -------------------------------- | ---------------------------------------------------- | ---------------- | ---------- |
| 1.  | "Kiss & Tell"                    | Ted Bruner, Trey Vittetoe, Gina Schock               | Bruner, Vittetoe | 3:17       |
| 2.  | "I Won't Apologize"              | Selena Gomez, John Fields, William James McAuley III | Fields           | 3:06       |
| 3.  | "Falling Down"                   | Bruner, Vittetoe, Schock                             | Bruner, Vittetoe | 3:05       |
| 4.  | "I Promise You"                  | Isaac Hasson, Lindy Robbins, Mher Filian             | SuperSpy         | 3:20       |
| 5.  | "Crush"                          | Bruner, Vittetoe, Schock                             | Bruner, Vittetoe | 3:19       |
| 6.  | "Naturally"                      | Antonina Armato, Tim James, Devrím Karaoglu          | Armato, James    | 3:22       |
| 7.  | "The Way I Loved You"            | Shelly Peiken, Rob Wells                             | Wells            | 3:33       |
| 8.  | "More"                           | Hasson, Robbins, Filian                              | SuperSpy         | 3:30       |
| 9.  | "As a Blonde"                    | Fefe Dobson, Greg Wells, Peiken                      | Wells            | 2:47       |
| 10. | "I Don't Miss You at All"        | Robbins, Toby Gad                                    | Gad              | 3:40       |
| 11. | "Stop & Erase"                   | Bruner, Vittetoe, Schock                             | Bruner, Vittetoe | 2:52       |
| 12. | "I Got U"                        | Matthew Wilder, Tamara Dunn                          | Wilder           | 3:34       |
| 13. | "Tell Me Something I Don't Know" | Armato, Ralph Churchwell, Michael Nielse             | Armato, James    | 2:55       |

| Bài hát được thêm vào phiên bản tại Nhật Bản | Bài hát được thêm vào phiên bản tại Nhật Bản | Bài hát được thêm vào phiên bản tại Nhật Bản | Bài hát được thêm vào phiên bản tại Nhật Bản | Bài hát được thêm vào phiên bản tại Nhật Bản |
| STT                                          | Nhan đề                                      | Sáng tác                                     | {{{extra_column}}}                           | Thời lượng                                   |
| -------------------------------------------- | -------------------------------------------- | -------------------------------------------- | -------------------------------------------- | -------------------------------------------- |
| 14.                                          | "Falling Down (Plug In Languge Remix)"       | Bruner, Vittetoe, Schock                     | Bruner, Vittetoe                             | 7:14                                         |

| Bài hát được thêm vào phiên bản tại châu Âu | Bài hát được thêm vào phiên bản tại châu Âu | Bài hát được thêm vào phiên bản tại châu Âu | Bài hát được thêm vào phiên bản tại châu Âu | Bài hát được thêm vào phiên bản tại châu Âu |
| STT                                         | Nhan đề                                     | Sáng tác                                    | {{{extra_column}}}                          | Thời lượng                                  |
| ------------------------------------------- | ------------------------------------------- | ------------------------------------------- | ------------------------------------------- | ------------------------------------------- |
| 14.                                         | "Naturally (Dave Audé Radio Edit)"          | Armato, James, Karaoglu                     | Armato, James                               | 4:02                                        |

## Xếp hạng
| Bảng xếp hạng (2009–2010)       | Vị trí cao nhất |
| ------------------------------- | --------------- |
| Argentinian Albums Chart        | 10              |
| Austrian Albums Chart           | 4               |
| Belgium Albums Chart (Flanders) | 22              |
| Belgium Albums Chart (Wallonia) | 26              |
| Canadian Albums Chart           | 22              |
| Dutch Albums Chart              | 87              |
| French Albums Chart             | 24              |
| German Albums Charts            | 19              |
| Greek Albums Charts             | 2               |
| Irish Albums Chart              | 14              |
| Italian Albums Chart            | 33              |
| Mexican Albums Chart            | 20              |
| New Zealand Albums Chart        | 21              |
| Norwegian Albums Chart          | 38              |
| Poland Albums Chart             | 4               |
| Spanish Albums Chart            | 2               |
| Swiss Albums Chart              | 36              |
| UK Albums Chart                 | 12              |
| US Billboard 200                | 9               |

### Xếp hạng cuối năm
| Bảng xếp hạng (2010) | Vị trí |
| -------------------- | ------ |
| U.S. Billboard 200   | 47     |

### Chứng nhận
| Quốc gia      | Chứng nhận (dựa theo doanh số đĩa) |
| ------------- | ---------------------------------- |
| Hoa Kỳ (RIAA) | Vàng                               |

## Lịch sử phát hành
| Khu vực        | Ngày                 | Hãng đĩa          | Định dạng           | Catalog    |
| -------------- | -------------------- | ----------------- | ------------------- | ---------- |
| Canada         | 29 tháng 9 năm 2009  | Hollywood Records | CD, tải kĩ thuật số | D000283102 |
| Hoa Kỳ         | 29 tháng 9 năm 2009  | Hollywood Records | CD, tải kĩ thuật số | D000283102 |
| Úc             | 16 tháng 10 năm 2009 | Universal         | CD, tải kĩ thuật số | D000283102 |
| Ấn Độ          | 3 tháng 4 năm 2010   | Universal         | CD                  | D000283102 |
| Vương quốc Anh | 19 tháng 4 năm 2010  | Fascination       | CD, tải kĩ thuật số | D000575702 |